# Edward Caruana Dingli
Edward Caruana Dingli (ur. 10 sierpnia 1876, zm. 9 maja 1950) – maltański malarz działający w pierwszej połowie XX wieku. Specjalizował się w malarstwie portretowym, malował też sceny rodzajowe i krajobrazy.

## Biografia

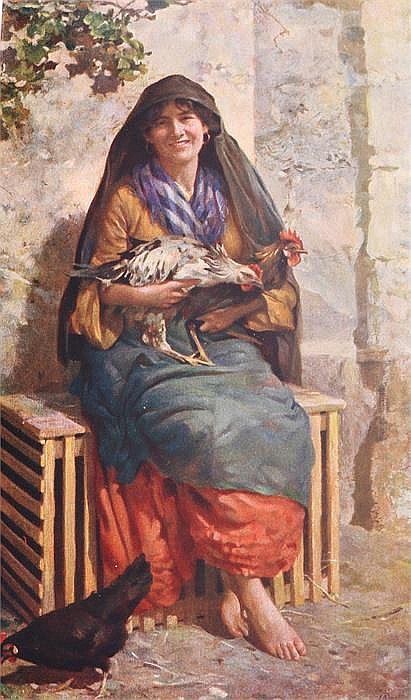
Obnośny sprzedawca kurczaków (The Chicken Hawker), obraz z 1948 r.

Edward Caruana Dingli urodził się 10 sierpnia 1876 r. w Valletcie jako syn Raphaela Caruany Dingli i Marthy z domu Garroni. Idąc śladami swojego ojca rozpoczął służbę publiczną w Royal Malta Regiment of Militia, a później przeniósł się do Royal Malta Artillery. W wieku 24 lat ożenił się z Charlottą Mariettą Giovanną Falzon, z którą miał dwoje dzieci. Ich małżeństwo przetrwało 13 lat.

W 1913 roku odszedł z wojska i w wieku 37 lat został pełnoetatowym artystą. Po rozstaniu z żoną w 1913 roku miał, rzekomo skandaliczny, związek z Olgą Galeą Naudi z domu Barbora, wieloletnią znajomą Edwarda i żoną byłego wojskowego Carlo Galei Naudiego. Związek ten trwał przez większą część jego życia. Przez całą swoją karierę malował różne portrety Olgi.
Ze względu na to, że urodził się w artystycznej rodzinie i miał dobre kontakty z maltańską elitą oraz brytyjskim rządem na Malcie, Caruana Dingli dzięki rodzinnym powiązaniom ze sceną artystyczną Malty, jak również z klasą polityczną kraju, znalazł pracę jako artysta. W latach 1919–1947 był dyrektorem Government School of Arts na Malcie. Wielu jego uczniów później stało się znanymi maltańskimi artystami, w tym Willi Apap, Anton Inglott, Emvin Cremona i Esprit Barthet.
Edward Caruana Dingli był bratem Roberta Caruany Dingliego i stryjecznym dziadkiem Debbie Caruany Dingli, znanych malarzy maltańskich.

## Praca artystyczna
Prace Caruany Dingliego obejmują olejne portrety, których głównymi tematami były wybitne postaci maltańskie, takie jak politycy, duchowni i prałaci. Z drugiej strony Caruana Dingli malował także folklorystyczne akwarele i gwasze przedstawiające maltański krajobraz, wiejskie pejzaże i lokalne sceny uliczne ze sprzedawcami, rolnikami i dziećmi grającymi w tradycyjne maltańskie gry. Giuseppe Calì, który był mentorem i bliskim przyjacielem Caruany Dingliego, zachęcił go do skupienia się w pracy na realizmie, przy jednoczesnym zachowaniu romantycznego idealizmu.
We wczesnych latach dwudziestych XX wieku Caruana Dingli zaprojektował znaczek pocztowy przedstawiający alegoryczną figurę Melita, który to projekt, wraz z projektem Gianniego Velli został wykorzystany do wydania całej serii znaczków. W 1928 roku zaprojektował również etykietę dla pierwszego maltańskiego piwa Farsons Pale Ale.
Prace Edwarda Caruany Dingliego można znaleźć w wielu kolekcjach na Malcie, takich jak Casino Maltese, Narodowym Muzeum Sztuk Pięknych (obecnie znanym jako MUŻA) w Auberge d’ Italie, a także w hotelu Phoenicia we Florianie, który posiada największą prywatną kolekcję dzieł artysty. Obrazy znajdują się również w Muzeum Zakonu św. Jana w Londynie, a także w wielu prywatnych kolekcjach w Europie.

## Dziedzictwo
W roku 2001 MaltaPost wydała serię pięciu znaczków z reprodukcjami prac artysty. Od 8 maja do 6 czerwca 2010 roku miała miejsce duża wystawa prac malarza zatytułowana Edward Caruana Dingli – Portraits, Views and Folkloristic Scenes, i zorganizowana przez Fondazzjoni Patrimonju Malti. Na wystawie, którą ugościł Pałac Wielkiego Mistrza w Valletcie pokazywanych było 250 najwybitniejszych dzieł Edwarda Caruany Dingliego, zebranych z kolekcji z całej Europy.